# Острилка
Острилка е устройство за подостряне на моливи. То може да бъде механично или електрическо. Някои от електрическите острилки работят на батерии, а други са пригодени за включване директно в електрическия контакт на стената.

## История
Моливите съществуват много преди създаване на устройства за подостряне, затова исторически най-напред за тази цел се е ползвал нож. Дори и днес някои видове моливи, като например дърводелските или тези, които художниците използват, обикновено се подострят с нож. С изобретяването на острилката подострянето на моливите става много по-бързо, по-лесно и еднакво от всички страни.
Според About.com изобретателят на механичната острилка е френският математик Бернар Ласимон с патент от 1828 година. Електрическите острилки се появяват в Ню Йорк около 1940-те. В днешно време се продават и двата вида (механични и електрически) и са в различни цветове, форми и гомемини. Повечето от тях съдържат контейнер за събиране на отпадъците от подострянето, който може да се сваля и почиства.